# Évêque de Lincoln

Le blason des évêques de Lincoln.

L'évêque de Lincoln est un prélat de l'Église d'Angleterre. Il dirige le diocèse de Lincoln, dans la province de Cantorbéry. Son siège est la cathédrale de Lincoln.

## Histoire

Les diocèses d'Angleterre au Xe siècle.

### Leicester
Un premier évêché est fondé à Leicester au VIIe siècle sur un territoire correspondant à celui occupé par le peuple anglo-saxon des Angles du Milieu. Il disparaît à la fin du IXe siècle, sous la pression des Vikings, et se relocalise à Dorchester, dans l'Oxfordshire.

### Dorchester
Un premier évêché de Dorchester est fondé en 634 par Birin, l'évangélisateur des Saxons de l'Ouest. Ce diocèse disparaît après la démission du successeur de Birin, Agilbert, vers 660. Le roi Cenwalh déplace alors le siège des Saxons de l'Ouest à Winchester, dont Wine devient le premier évêque. 
Bède le Vénérable cite encore un moine de Whitby nommé Ætla qui est élu évêque de Dorchester, peut-être vers 670. Il pourrait devoir son élection à l'influence du roi Wulfhere de Mercie : la région de Dorchester est disputée entre le Wessex et la Mercie à cette époque. On ne lui connaît aucun successeur.
Dorchester redevient un siège épiscopal avec le déplacement de l'évêché de Leicester. Le diocèse de Dorchester annexe celui de Lindsey en 971. Il couvre alors la majeure partie des Midlands orientaux, de la Tamise jusqu'au Humber.

### Lincoln
Le siège est de nouveau déplacé en 1072, cette fois-ci à Lincoln, par l'évêque Rémi de Fécamp.
Le territoire du diocèse est significativement réduit à la suite de la création des évêchés d'Oxford et de Peterborough en 1541.

## Liste des évêques de Lincoln

### Évêques de Leicester
| Début     | Fin         | Nom        | Remarques                                                                                    |
| --------- | ----------- | ---------- | -------------------------------------------------------------------------------------------- |
| vers 690  | 706         | Wilfrid    | Rétabli à Hexham. Le diocèse des Angles du Milieu est ensuite rattaché à celui de Lichfield. |
| 737       | 764         | Torhthelm  | Le diocèse de Leicester est rétabli à la mort de l'évêque Aldwine.                           |
| 764       | 781 × 785   | Eadberht   |                                                                                              |
| 781 × 785 | 801 × 803 ? | Unwona     |                                                                                              |
| 801 × 803 | 814 × 816 ? | Werenberht |                                                                                              |
| 814 × 816 | 839 × 840   | Ræthhun    |                                                                                              |
| 839 × 840 | 840 × 844   | Ealdred    |                                                                                              |
| 840 × 844 | 869 × 888   | Ceolred    |                                                                                              |
| Sources : |             |            |                                                                                              |

### Évêques de Dorchester
| Début       | Fin         | Nom            | Remarques                                                                  |
| ----------- | ----------- | -------------- | -------------------------------------------------------------------------- |
| 869 × 888   | 893 × 896   | Alhheard       |                                                                            |
| 893 × 900   | 903 × 909 ? | Wigmund        | Également appelé Wilferth.                                                 |
| vers 909    | 909 × 925   | Cenwulf        |                                                                            |
| 909 × 925   | 934 × 945 ? | Wynsige        |                                                                            |
| 934 × 945   | 949 × 950 ? | Æthelwald      |                                                                            |
| 949 × 950   | 971 × 973 ? | Oscytel        | Transféré à York.                                                          |
| avant 971 ? | 971 × 973 ? | Leofwine       | Unit les diocèses de Dorchester et de Lindsey.                             |
| 971 × 975   | 975 × 979 ? | Ælfnoth        |                                                                            |
| 975 × 979   | 1002        | Æscwig         | Mort le 23 avril 1002.                                                     |
| 1002        | 1007 × 1009 | Ælfhelm        |                                                                            |
| 1007 × 1009 | 1016        | Eadnoth Ier    | Tué à la bataille d'Assandun le 18 octobre 1016.                           |
| 1016        | 1034        | Æthelric       | Mort le 8 décembre 1034.                                                   |
| 1034        | 1049        | Eadnoth II     | Mort le 18 ou le 19 septembre 1049.                                        |
| 1049        | 1052        | Ulf            | Suspendu par le concile de Verceil en 1050, il s'enfuit en septembre 1052. |
| 1052        | 1067        | Wulfwig        |                                                                            |
| 1067        | 1072        | Rémi de Fécamp | Déplace le siège de l'évêché à Lincoln en 1072. Mort en 1092.              |
| Sources :   |             |                |                                                                            |

### Évêques de Lincoln jusqu'à la Réforme
- 1072-1092 : Rémi de Fécamp
- 1093-1123 : Robert Blouet
- 1123-1148 : Alexandre de Lincoln
- 1148-1166 : Robert de Chesney
- 1168-1173 : siège vacant
- 1173-1182 : Geoffroy
- 1183-1184 : Gautier de Coutances
- 1184-1186 : siège vacant
- 1186-1200 : Hugues d'Avalon
- 1200-1203 : siège vacant
- 1203-1206 : Guillaume de Blois (évêque de Lincoln)
- 1206-1209 : siège vacant
- 1209-1235 : Hugues de Galles
- 1235-1253 : Robert Grossetête
- 1254-1258 : Henri de Lexington
- 1258-1279 : Richard de Gravesend
- 1280-1299 : Olivier de Sutton
- 1300-1320 : Jean d'Aldreby
- 1320 : Antony Bek (évêque de Norwich)
- 1320-1340 : Henry Burghersh
- 1341-1347 : Thomas Bek (évêque de Lincoln)
- 1347-1363 : Jean Gynwell
- 1363-1398 : Jean Bokyngham
- 1398-1404 : Henri Beaufort
- 1404-1419 : Philippe Repyngdon
- 1420-1431 : Richard Fleming
- 1431-1436 : Guillaume Gray (évêque)
- 1437-1450 : Guillaume Alnwick
- 1450 : Marmaduke Lumley
- 1450-1452 : siège vacant
- 1452-1472 : Jean Chadworth
- 1472-1480 : Thomas Rotherham
- 1480-1494 : Jean Russell (évêque)
- 1495-1514 : William Smyth
- 1514 : Thomas Wolsey
- 1514-1521 : William Atwater

### Pendant la Réforme
- 1521-1547 : John Longland
- 1547-1551 : Henry Holbeach
- 1552-1554 : John Taylor
- 1554-1556 : John White
- 1557-1559 : Thomas Watson

### Depuis la Réforme
- 1560-1571 : Nicholas Bullingham
- 1571-1584 : Thomas Cooper
- 1584-1595 : William Wickham
- 1595-1608 : William Chaderton
- 1608-1613 : William Barlow
- 1614-1617 : Richard Neile
- 1617-1621 : George Montaigne
- 1621-1641 : John Williams
- 1641-1654 : Thomas Winniffe
- 1654-1660 : siège vacant
- 1660-1663 : Robert Sanderson (théologien)
- 1663-1667 : Benjamin Lany
- 1667-1675 : William Fuller
- 1675-1691 : Thomas Barlow
- 1691-1695 : Thomas Tenison
- 1695-1705 : James Gardiner
- 1705-1716 : William Wake
- 1716-1723 : Edmund Gibson
- 1723-1743 : Richard Reynolds
- 1744-1761 : John Thomas
- 1761-1779 : John Green
- 1779-1787 : Thomas Thurlow
- 1787-1820 : George Pretyman Tomline
- 1820-1827 : George Pelham
- 1827-1853 : John Kaye
- 1853-1869 : John Jackson
- 1869-1885 : Christopher Wordsworth
- 1885-1910 : Edward King
- 1910-1919 : Edward Hicks
- 1919-1932 : William Swayne
- 1932-1942 : Frederick Hicks
- 1942-1946 : Alymer Skelton
- 1946-1947 : Leslie Owen
- 1947-1956 : Maurice Harland
- 1956-1974 : Kenneth Riches
- 1974-1986 : Simon Phipps
- 1987-2002 : Robert Hardy
- 2002-2011 : John Saxbee
- 2011-2021  : Christopher Lowson
- depuis 2023 : Stephen Conway